# Jan Filipinský
Jan Filipinský (15. srpna 1859 Malá Mariacela – 12. července 1936 Brno) byl český a československý politik a meziválečný poslanec a senátor Národního shromáždění ČSR za Československou sociálně demokratickou stranu dělnickou.

## Biografie
Narodil se do rodiny úředníka Františka Filipinského a jeho manželky Kateřiny, rozené Ročkové.
Politicky aktivní byl již za Rakouska-Uherska. Působil jako tkalcovský dělník v Brně a roku 1894 se začal politicky angažovat v sociálně demokratickém hnutí. Počátkem 90. let 19. století byl administrátorem a později redaktorem listu Rovnost. Pracoval i pro listy Červánky, Rašple a Textilník. V roce 1906 byl zvolen do Moravského zemského sněmu. V zemských volbách roku 1906 byl zvolen na Moravský zemský sněm za českou všeobecnou kurii, obvod Nové Město, Žďár, Blansko atd. Mandát zde obhájil i ve zemských volbách roku 1913.
S manželkou Jenovéfou Pařízkovou měl pět dětí, tři syny a dvě dcery.
Ve volbách do Říšské rady roku 1907 se stal i poslancem Říšské rady (celostátní parlament), kam byl zvolen za český okrsek Morava 24. Usedl do poslanecké frakce Klub českých sociálních demokratů. Opětovně byl zvolen za týž obvod i ve volbách do Říšské rady roku 1911 a ve vídeňském parlamentu setrval do zániku monarchie.

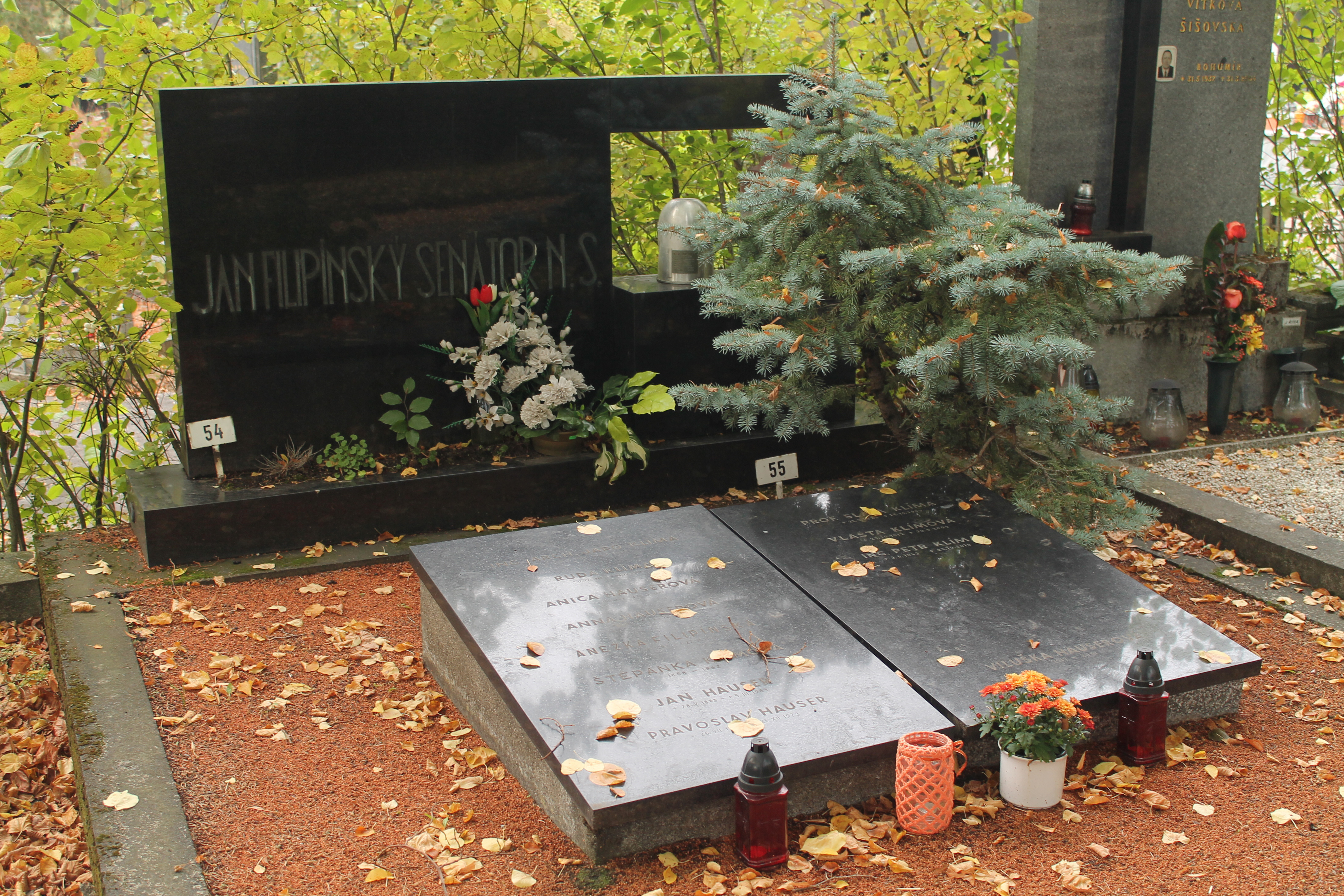
Hrob Jana Filipinského na Židenického hřbitově

Po vzniku republiky zasedal v československém Revolučním národním shromáždění. Do tohoto zákonodárného sboru nastoupil roku 1919. Byl profesí úředníkem nemocenské pokladny.
V parlamentních volbách v roce 1920 získal senátorské křeslo v Národním shromáždění. Mandát obhájil v parlamentních volbách v roce 1925, parlamentních volbách v roce 1929 a parlamentních volbách v roce 1935. Po jeho smrti jej roku 1936 jako náhradník vystřídal Rudolf Havlík.
Zemřel v červenci 1936 v brněnské úrazové nemocnici po delší, těžké nemoci.
Od roku 1946 je po něm pojmenována ulice v brněnských Židenicích.